# Rakuten TV
Rakuten TV es una empresa japonesa, de origen español, con sede en Barcelona que proporciona un amplio catálogo de series, películas y documentales por streaming a todos sus usuarios, con un total de 2.500 títulos aproximadamente. Fue fundada en 2007 por Jacinto Roca y Josep Mitjà y en 2012 pasó a formar parte de la empresa japonesa Rakuten, anteriormente patrocinador del FC Barcelona y mayor página de comercio electrónico del país, por delante de Amazon.com.
Actualmente el servicio está operativo en un total de 42 países de la Unión Europea incluyendo España, y ofrece la visualización de contenido directamente desde televisores inteligentes, PC y Macs, Tablets, Teléfono inteligente, Consolas o Chromecast. Cuenta con un total de 240 trabajadores en su sede del Pueblo Nuevo de Barcelona, más otros 50 del resto de países donde también está disponible.
A diciembre de 2016, Rakuten TV es la quinta plataforma de televisión por suscripción con más abonados en España, con 148 mil, equivalentes al 2% del mercado.

## Historia
Aunque la empresa fue fundada en 2007 por Jacinto Roca y Josep Mitjà, estuvo durante 3 años preparando un servicio de compra y alquiler de contenidos audiovisuales a través de streaming bajo el nombre comercial de Wuaki. En 2010 el servicio fue lanzado en España como Wuaki.tv, para hacerlo más tarde en Andorra. Ya en 2013 desembarcó en Inglaterra, así como a lo largo de este mismo año lo hizo también en Italia, Francia y Alemania, convirtiéndose en uno de los principales competidores europeos del líder mundial en el sector, Netflix. Actualmente está disponible en Austria, Irlanda, Suiza, Portugal, Bélgica y los Países Bajos.
En 2012 la principal empresa de venta en línea en Japón, Rakuten, decidió hacerse con el negocio y a mediados de 2017 cambió el nombre de la plataforma por el que tiene actualmente, Rakuten TV, con el objetivo de fomentar el reconocimiento de la marca en todo el mundo.

## Funcionamiento
A diferencia de otras plataformas del mismo sector como Netflix o HBO, Rakuten.tv dispone de dos formas diferentes de utilización. El registro en la página web es completamente gratuito y a partir de ahí, sin tener contratada ninguna tarifa, se da ya la posibilidad a los usuarios de pagar solo por el contenido que consumen e incluso hay algunas películas que son gratuitas. De este modo, el contenido alquilado tendrá una disponibilidad de 2 días mientras que al comprarlo se podrá disfrutar durante 3 años.
Por otra parte, también se da la opción a los consumidores de contratar una tarifa para poder disfrutar de todo el contenido en cualquier momento del día. El primer mes siempre es gratuito y el resto de la suscripción sale por 6,99 € mensuales, aunque este precio puede variar si el servicio es contratado por medio de una operadora. En algunas ocasiones, a pesar de la suscripción mensual, hay algunas películas que si no se encuentran dentro de la pestaña "Selection" significa que solo tienen la opción de ser compradas o alquiladas. Así pues, el precio del alquiler siempre oscilará entre los 0,99 € y los 4,99 €, mientras que las películas tendrán un coste de entre 6,99 € y 16,99 €.
Hasta hace poco, el único requisito indispensable para la reproducción de contenido era la conexión a Internet ya que la opción de descarga no estaba disponible en ninguno de los dispositivos o aplicaciones, aunque recientemente se ha incorporado esta opción y ahora es posible visualizar cualquier contenido en modo offline si se ha descargado previamente. En cuanto a los idiomas, aunque la mayoría de series y películas están disponibles tanto en castellano como en versión original, a veces pueden no tener subtítulos o tenerlos solo en español.

## Compatibilidad de dispositivos
Los siguientes dispositivos son compatibles con Rakuten TV:
- Smart TV: Samsung, LG, Sony, Panasonic, Philips y Hisense.
- Google Chromecast: en dispositivos Android, iOS y Web.
- Móviles y tabletas Android: versión de software 4.2 (Jelly Bean) y posteriores.
- Dispositivos Apple (iPhone, iPad y iPod touch): versión iOS 9 y posteriores.
- Videoconsola: disponible en PS3, PS4, Xbox 360 y Xbox One.
- Web: se puede acceder a Rakuten TV a través de su página web es.rakuten.tv.